# Paris au Printemps
Paris au Printemps è un album live dei Public Image Ltd. pubblicato nel 1980 dalla Virgin Records.

## Tracce
Lato 1
1. Thème
2. Psalmodie ("Chant")
3. Précipitamment ("Careering")

Lato 2
1. Sale Bébé ("Bad Baby")
2. La Vie Ignoble ("Low Life")
3. Attaque ("Attack")
4. Timbres De Pop ("Poptones")